# Tour des Flandres féminin 2008
La 5e édition du Tour des Flandres féminin a lieu le 6 avril 2008. C'est la troisième épreuve de la Coupe du monde. L'épreuve est remportée par l'Allemande Judith Arndt.

## Équipes
| Équipes féminines professionnelles (25)- AA Drink-Cycling Team - Bigla - Bizkaia-Durango - Cervélo-Lifeforce - Team CMAX Dila - DSB Bank - ELK Haus - Flexpoint - Fenixs - Gauss RDZ Ormu - High Road Women - Halfords Bikehut - Lotto-Belisol Ladiesteam - Menikini-Selle Italia-Masters Color - Equipe Nürnberger Versicherung - SC Michela Fanini Record Rox - Safi-Pasta Zara Manhattan - Team Specialized Designs for Women - Team Pro féminin Les Carroz - Topsport Vlaanderen Thompson Ladies - Titanedi-Frezza-Acca Due O - USC Chirio Forno d'Asolo - Uniqa - Vrienden van het Platteland - Vienne Futuroscope Équipes nationales (6)- Allemagne - Australie - Belgique - États-Unis - France - Pays-Bas |
| |

## Parcours
La course démarre d'Audenarde. Le mur de Grammont, traditionnel juge de paix de l'épreuve se trouve à seize kilomètres et l'arrivée et la dernière ascension de l'épreuve est le Bosberg situé à douze kilomètres de l'arrivée qui est placée à Meerbeke.
Dix monts sont au programme de cette édition:
| Mont | Nom             | Km | Revêtement | Longueur (m) | Pente moyenne | Pente maxi | Km de l'arrivée |
| ---- | --------------- | -- | ---------- | ------------ | ------------- | ---------- | --------------- |
| 1    | Molenberg       |    | pavés      | 463          | 7,0 %         | 14,2 %     | 81              |
| 2    | Wolvenberg      |    | asphalte   | 666          | 6,8 %         | 17,3 %     | 71              |
| 3    | Berg Ten Stene  |    | asphalte   |              |               |            | 51              |
| 4    | Leberg          |    | asphalte   | 950          | 4,2 %         | 13,8 %     | 48              |
| 5    | Berendries      |    | asphalte   | 940          | 7 %           | 12,3 %     | 42              |
| 6    | Valkenberg      |    | asphalte   | 540          | 8,1 %         | 12,8 %     | 37              |
| 7    | Tenbosse        |    | asphalte   | 450          | 6,9 %         | 8,7 %      | 31              |
| 8    | Eikenmolen (nl) |    | asphalte   | 610          | 5,9 %         | 12,5 %     | 25              |
| 9    | Mur de Grammont |    | pavés      | 475          | 9,3 %         | 19,8 %     | 15,8            |
| 10   | Bosberg         |    | pavés      | 980          | 5,8 %         | 11 %       | 11,8            |

En sus, quatre secteurs pavés se trouvent sur le parcours :
| Secteur | Nom             | Km | Longueur (m) | Km de l'arrivée |
| ------- | --------------- | -- | ------------ | --------------- |
| 1       | Paddestraat     |    | 2 300        |                 |
| 2       | Kerkgate        |    |              |                 |
| 3       | Kattenberg (nl) |    |              |                 |
| 4       | Haaghoek (nl)   |    | 2 000        |                 |

## Favorites
Les favorites a priori, Marianne Vos et Nicole Cooke semblent préservées leur meilleure forme pour plus tard dans la saison. La vainqueur 2005 et 2006, Mirjam Melchers-Van Poppel est candidate à la victoire. L'équipe High Road se présente avec Judith Arndt et Oenone Wood au départ. La Cervélo a aussi plusieurs atouts avec Karin Thürig, Priska Doppmann ou Sarah Düster. Susanne Ljungskog est une dernière favorite.

## Récit de la course
La météo est menaçante, mais il ne pleut finalement pas et les températures sont meilleures qu'annoncées. Au bout de trente-trois kilomètres, dans le Molenberg, un groupe de sept coureuses se détache. Il comprend : Emma Johansson, Chantal Beltman, Luise Keller, Sarah Düster, Giorgia Bronzini, Noemi Cantele et Marianne Vos. Plus loin, un groupe de poursuite de quinze unités part. La plupart des favorites sont présentes entre autres : Nicole Cooke, Kristin Armstrong, Christiane Soeder, Judith Arndt, Oenone Wood, Nicole Brandli, Suzanne De Goede, Marta Bastianelli. Devant, Giorgia Bronzini est victime d'une crevaison. Keller est distancée également. L'échappée a alors un peu plus d'une minute d'avance sur le groupe de poursuite. La jonction s'opère dans le mur de Grammont où Chantal Beltman se montre à son avantage. Les coureuses restent ensemble dans le Bosberg. Juste après, Kristin Armstrong attaque. Elle est suivie par Judith Arndt. Elles se disputent la victoire au sprint où Arndt gagne facilement. Derrière, Nicole Cooke tente de sortir mais est reprise. Au sprint, Kirsten Wild prend la troisième place.

## Classements

### Classement final
| \| Classement général \| Classement général \| Classement général \| Classement général \| Classement général \| \| Coureuse \| Coureuse \| Pays \| Équipe \| Temps \| \| ------------------ \| ------------------ \| ------------------ \| ------------------------------ \| ------------------ \| \| 1re \| Judith Arndt \| Allemagne \| High Road Women \| 3 h 01 min 00 s \| \| 2e \| Kristin Armstrong \| États-Unis \| Cervélo Lifeforce \| + 0 s \| \| 3e \| Kirsten Wild \| Pays-Bas \| AA Drink-Cycling Team \| + 21 s \| \| 4e \| Oenone Wood \| Australie \| High Road Women \| + 21 s \| \| 5e \| Marianne Vos \| Pays-Bas \| DSB Bank \| + 21 s \| \| 6e \| Suzanne de Goede \| Pays-Bas \| Equipe Nürnberger Versicherung \| + 21 s \| \| 7e \| Julia Martisova \| Russie \| Gauss RDZ Ormu \| + 21 s \| \| 8e \| Marta Bastianelli \| Italie \| Safi-Pasta Zara Manhattan \| + 21 s \| \| 9e \| Emma Johansson \| Suède \| AA Drink-Cycling Team \| + 21 s \| \| 10e \| Christiane Soeder \| Autriche \| Cervélo Lifeforce \| + 21 s \| |                   |            |                                |                 |
| |                   |            |                                |                 |
| |                   |            |                                |                 |
| Classement général |                   |            |                                |                 |
| Coureuse | Coureuse          | Pays       | Équipe                         | Temps           |
| 1re | Judith Arndt      | Allemagne  | High Road Women                | 3 h 01 min 00 s |
| 2e | Kristin Armstrong | États-Unis | Cervélo Lifeforce              | + 0 s           |
| 3e | Kirsten Wild      | Pays-Bas   | AA Drink-Cycling Team          | + 21 s          |
| 4e | Oenone Wood       | Australie  | High Road Women                | + 21 s          |
| 5e | Marianne Vos      | Pays-Bas   | DSB Bank                       | + 21 s          |
| 6e | Suzanne de Goede  | Pays-Bas   | Equipe Nürnberger Versicherung | + 21 s          |
| 7e | Julia Martisova   | Russie     | Gauss RDZ Ormu                 | + 21 s          |
| 8e | Marta Bastianelli | Italie     | Safi-Pasta Zara Manhattan      | + 21 s          |
| 9e | Emma Johansson    | Suède      | AA Drink-Cycling Team          | + 21 s          |
| 10e | Christiane Soeder | Autriche   | Cervélo Lifeforce              | + 21 s          |

## Liste des participantes
| Légende | Légende                                                                    | Légende | Légende                                                    |
| ------- | -------------------------------------------------------------------------- | ------- | ---------------------------------------------------------- |
| Num     | Dossard de départ porté par le coureur sur ce Tour des Flandres            | Pos     | Position à l'arrivée de la course                          |
|         | Indique un maillot de champion national ou mondial, suivi de sa spécialité | NP      | Indique un coureur qui n'a pas pris le départ de la course |
| AB      | Indique un coureur qui n'a pas terminé la course                           | HD      | Indique un coureur qui a terminé la course hors des délais |

| Team Halfords Bikehut HBH | Team Halfords Bikehut HBH       | Team Halfords Bikehut HBH |
| ------------------------- | ------------------------------- | ------------------------- |
| Num                       | Coureuse                        | Pos                       |
| 1                         | Nicole Cooke (GBR) (route)      | 16e                       |
| 2                         | Emma Trott (GBR)                | AB                        |
| 3                         | Catherine Hare Willianson (GBR) | 52e                       |
| 4                         | Jessica Allen (GBR)             | 62e                       |
| 5                         | Tanja Slater (GBR)              | AB                        |
| 6                         | Lizzie Armitstead (GBR)         | AB                        |

| High Road Women TMP | High Road Women TMP        | High Road Women TMP |
| ------------------- | -------------------------- | ------------------- |
| Num                 | Coureuse                   | Pos                 |
| 7                   | Judith Arndt (GER)         | 1re                 |
| 8                   | Chantal Beltman (NED)      | 15e                 |
| 9                   | Luise Keller (GER) (route) | 47e                 |
| 10                  | Madeleine Sandig (GER)     | AB                  |
| 11                  | Linda Villumsen (DEN)      | 77e                 |
| 12                  | Oenone Wood (AUS) (route)  | 4e                  |

| DSB Bank DSB | DSB Bank DSB           | DSB Bank DSB |
| ------------ | ---------------------- | ------------ |
| Num          | Coureuse               | Pos          |
| 13           | Adrie Visser (NED)     | 65e          |
| 14           | Andrea Bosman (NED)    | 69e          |
| 15           | Sharon van Essen (NED) | 94e          |
| 16           | Tina Liebig (GER)      | 86e          |
| 17           | Angela Hennig (GER)    | 18e          |
| 18           | Marianne Vos (NED)     | 5e           |

| Equipe Nürnberger Versicherung NUR | Equipe Nürnberger Versicherung NUR | Equipe Nürnberger Versicherung NUR |
| ---------------------------------- | ---------------------------------- | ---------------------------------- |
| Num                                | Coureuse                           | Pos                                |
| 19                                 | Charlotte Becker (GER)             | AB                                 |
| 20                                 | Suzanne de Goede (NED)             | 6e                                 |
| 21                                 | Eva Lutz (GER)                     | AB                                 |
| 22                                 | Edita Pučinskaitė (LTU)            | 57e                                |
| 23                                 | Regina Schleicher (GER)            | AB                                 |
| 24                                 | Trixi Worrack (GER)                | AB                                 |

| Menikini-Selle Italia-Masters Color MSI | Menikini-Selle Italia-Masters Color MSI | Menikini-Selle Italia-Masters Color MSI |
| --------------------------------------- | --------------------------------------- | --------------------------------------- |
| Num                                     | Coureuse                                | Pos                                     |
| 25                                      | Susanne Ljungskog (SWE)                 | 38e                                     |
| 26                                      | Fabiana Luperini (ITA)                  | 44e                                     |
| 27                                      | Natalie Bates (AUS)                     | AB                                      |
| 28                                      | Oxana Kozonchuk (RUS)                   | 74e                                     |
| 29                                      | Kori Seehafer (USA)                     | 41e                                     |
| 30                                      | Rochelle Gilmore (AUS)                  | 104e                                    |

| Bigla BCT | Bigla BCT                      | Bigla BCT |
| --------- | ------------------------------ | --------- |
| Num       | Coureuse                       | Pos       |
| 31        | Nicole Brändli (SUI)           | 12e       |
| 32        | Noemi Cantele (ITA)            | 11e       |
| 33        | Andrea Graus (AUT)             | 43e       |
| 34        | Monica Holler (SWE)            | 17e       |
| 35        | Jennifer Hohl (SUI)            | 29e       |
| 36        | Zulfiya Zabirova (KAZ) (route) | 45e       |

| Cervélo Lifeforce RLT | Cervélo Lifeforce RLT   | Cervélo Lifeforce RLT |
| --------------------- | ----------------------- | --------------------- |
| Num                   | Coureuse                | Pos                   |
| 37                    | Kristin Armstrong (USA) | 2e                    |
| 38                    | Priska Doppmann (SUI)   | 32e                   |
| 39                    | Christiane Soeder (AUT) | 10e                   |
| 40                    | Karin Thürig (SUI)      | 92e                   |
| 41                    | Sarah Düster (GER)      | 14e                   |
| 42                    | Emma Rickards (AUS)     | 31e                   |

| Flexpoint FLX | Flexpoint FLX              | Flexpoint FLX |
| ------------- | -------------------------- | ------------- |
| Num           | Coureuse                   | Pos           |
| 43            | Loes Gunnewijk (NED)       | 81e           |
| 44            | Saskia Elemans (NED)       | 59e           |
| 45            | Amber Neben (USA)          | 46e           |
| 46            | Mirjam Melchers (NED)      | 70e           |
| 47            | Anita Valen de Vries (NOR) | 21e           |

| Safi-Pasta Zara Manhattan SAF | Safi-Pasta Zara Manhattan SAF   | Safi-Pasta Zara Manhattan SAF |
| ----------------------------- | ------------------------------- | ----------------------------- |
| Num                           | Coureuse                        | Pos                           |
| 48                            | Marta Bastianelli (ITA) (route) | 8e                            |
| 49                            | Elena Berlato (ITA)             | AB                            |
| 50                            | Francesca Faustini (ITA)        | AB                            |
| 51                            | Eneritz Iturriaga (ESP)         | AB                            |
| 52                            | Luisa Tamanini (ITA)            | AB                            |
| 53                            | Diana Žiliūtė (LTU)             | 25e                           |

| Titanedi-Frezza-Acca Due O TFA | Titanedi-Frezza-Acca Due O TFA | Titanedi-Frezza-Acca Due O TFA |
| ------------------------------ | ------------------------------ | ------------------------------ |
| Num                            | Coureuse                       | Pos                            |
| 54                             | Alessandra Borchi (ITA)        | AB                             |
| 55                             | Giorgia Bronzini (ITA)         | 78e                            |
| 56                             | Simona Frapporti (ITA)         | AB                             |
| 57                             | Gintarė Gaivenytė (LTU)        | AB                             |
| 58                             | Alessandra D'Ettorre (ITA)     | 96e                            |
| 59                             | Francesca Tognali (ITA)        | 79e                            |

| AA Drink-Cycling Team AAD | AA Drink-Cycling Team AAD      | AA Drink-Cycling Team AAD |
| ------------------------- | ------------------------------ | ------------------------- |
| Num                       | Coureuse                       | Pos                       |
| 60                        | Emma Johansson (SWE)           | 9e                        |
| 61                        | Theresa Senff (GER)            | AB                        |
| 62                        | Ludivine Henrion (BEL) (route) | 89e                       |
| 63                        | Laure Werner (BEL)             | 72e                       |
| 64                        | Irene van den Broek (NED)      | 23e                       |
| 65                        | Kirsten Wild (NED)             | 3e                        |

| Gauss RDZ Ormu GAU | Gauss RDZ Ormu GAU         | Gauss RDZ Ormu GAU |
| ------------------ | -------------------------- | ------------------ |
| Num                | Coureuse                   | Pos                |
| 66                 | Julia Martisova (RUS)      | 7e                 |
| 67                 | Élodie Touffet (FRA)       | 28e                |
| 68                 | Grete Treier (EST) (route) | 19e                |
| 69                 | Silvia Parietti (ITA)      | AB                 |
| 70                 | Martina Corazza (ITA)      | AB                 |
| 71                 | Verónica Leal (MEX)        | 71e                |

| Vrienden van het Platteland VVP | Vrienden van het Platteland VVP | Vrienden van het Platteland VVP |
| ------------------------------- | ------------------------------- | ------------------------------- |
| Num                             | Coureuse                        | Pos                             |
| 72                              | Martine Bras (NED)              | 20e                             |
| 73                              | Liesbet De Vocht (BEL)          | 26e                             |
| 74                              | An Van Rie (BEL)                | 82e                             |
| 75                              | Tina Pic (USA)                  | AB                              |
| 76                              | Annemiek van Vleuten (NED)      | 89e                             |
| 77                              | Lorian Graham (AUS)             | 22e                             |

| Vienne Futuroscope FUT | Vienne Futuroscope FUT   | Vienne Futuroscope FUT |
| ---------------------- | ------------------------ | ---------------------- |
| Num                    | Coureuse                 | Pos                    |
| 78                     | Marina Jaunâtre (FRA)    | AB                     |
| 79                     | Émilie Blanquefort (FRA) | AB                     |
| 80                     | Julie Dhéruelle (FRA)    | AB                     |
| 81                     | Nathalie Jeuland (FRA)   | AB                     |
| 82                     | Corine Hierckens (BEL)   | 85e                    |
| 83                     | Emmanuelle Merlot (FRA)  | 101e                   |

| USC Chirio Forno d'Asolo USC | USC Chirio Forno d'Asolo USC | USC Chirio Forno d'Asolo USC |
| ---------------------------- | ---------------------------- | ---------------------------- |
| Num                          | Coureuse                     | Pos                          |
| 84                           | Tatiana Stiajkina (UKR)      | AB                           |
| 85                           | Rasa Polikevičiūtė (LTU)     | 68e                          |
| 86                           | Jolanta Polikevičiūtė (LTU)  | 56e                          |
| 87                           | Clemilda Fernandes (BRA)     | AB                           |
| 88                           | Alona Andruk (UKR)           | 27e                          |
| 89                           | Janildes Fernandes (BRA)     | AB                           |

| Team Specialized Designs for Women TSW | Team Specialized Designs for Women TSW | Team Specialized Designs for Women TSW |
| -------------------------------------- | -------------------------------------- | -------------------------------------- |
| Num                                    | Coureuse                               | Pos                                    |
| 90                                     | Emma Pooley (GBR)                      | 42e                                    |
| 91                                     | Tanja Schmidt-Hennes (GER)             | 105e                                   |
| 92                                     | Monika Furrer (SUI)                    | AB                                     |
| 93                                     | Sarah Grab (SUI)                       | AB                                     |
| 94                                     | Mirjam Hauser-Senn (SUI)               | AB                                     |
| 95                                     | Min Hye Lee (KOR)                      | AB                                     |

| Fenixs FEN | Fenixs FEN                       | Fenixs FEN |
| ---------- | -------------------------------- | ---------- |
| Num        | Coureuse                         | Pos        |
| 96         | Tatiana Antoshina (RUS)          | AB         |
| 97         | Monia Baccaille (ITA)            | 24e        |
| 98         | Natalja Bojarskaja (RUS) (route) | AB         |
| 99         | Samantha Galassi (ITA)           | AB         |
| 100        | Alice Marmorini (ITA)            | AB         |
| 101        | Nadejda Vlasova (RUS)            | 100e       |

| Lotto-Belisol Ladiesteam LBL | Lotto-Belisol Ladiesteam LBL | Lotto-Belisol Ladiesteam LBL |
| ---------------------------- | ---------------------------- | ---------------------------- |
| Num                          | Coureuse                     | Pos                          |
| 102                          | Sara Carrigan (AUS)          | 54e                          |
| 103                          | Lieselot Decroix (BEL)       | 33e                          |
| 104                          | Catherine Delfosse (BEL)     | 55e                          |
| 105                          | Sofie Goor (BEL)             | 39e                          |
| 106                          | Vera Koedooder (NED)         | 90e                          |
| 107                          | Grace Verbeke (BEL)          | 30e                          |

| Team Pro féminin Les Carroz TPF | Team Pro féminin Les Carroz TPF | Team Pro féminin Les Carroz TPF |
| ------------------------------- | ------------------------------- | ------------------------------- |
| Num                             | Coureuse                        | Pos                             |
| 108                             | Edwige Pitel (FRA) (route)      | AB                              |
| 109                             | Brei Gudsell (NZL)              | AB                              |
| 110                             | Carissa Wilkes (NZL)            | 37e                             |
| 111                             | Isabelle Hoffmann (LUX)         | AB                              |
| 112                             | Anne-Marie Schmitt (LUX)        | AB                              |
| 113                             | Fanny Riberot (FRA)             | AB                              |

| SC Michela Fanini Record Rox MIC | SC Michela Fanini Record Rox MIC | SC Michela Fanini Record Rox MIC |
| -------------------------------- | -------------------------------- | -------------------------------- |
| Num                              | Coureuse                         | Pos                              |
| 114                              | Yulia Blindyuk (RUS)             | AB                               |
| 115                              | Rasa Leleivytė (LTU) (route)     | 48e                              |
| 116                              | Daiva Tušlaitė (LTU)             | 34e                              |
| 117                              | Lina Skujaite (LTU)              | AB                               |
| 118                              | Rosane Kirch (BRA)               | 88e                              |
| 119                              | Veronica Alessio (ITA)           | AB                               |

| Team CMAX Dila DGC | Team CMAX Dila DGC          | Team CMAX Dila DGC |
| ------------------ | --------------------------- | ------------------ |
| Num                | Coureuse                    | Pos                |
| 120                | Maja Adamsen (DEN)          | AB                 |
| 121                | Alice Donadoni (ITA)        | AB                 |
| 122                | Marina Khodchenkova (RUS)   | AB                 |
| 123                | Sara Mustonen (SWE)         | 50e                |
| 124                | Dorte Lohse Rasmussen (DEN) | 73e                |
| 125                | Marta Vilajosana (ESP)      | 93e                |

| Swift Racing GRT | Swift Racing GRT         | Swift Racing GRT |
| ---------------- | ------------------------ | ---------------- |
| Num              | Coureuse                 | Pos              |
| 126              | Emma Davies (GBR)        | AB               |
| 127              | Toni Bradshaw (NZL)      | 102e             |
| 128              | Helen Wyman (GBR)        | 87e              |
| 129              | Debby van den Berg (NED) | AB               |
| 130              | Lien Beyen (BEL)         | AB               |
| 131              | Louise Kerr (AUS)        | AB               |

| Bizkaia-Durango BPD | Bizkaia-Durango BPD         | Bizkaia-Durango BPD |
| ------------------- | --------------------------- | ------------------- |
| Num                 | Coureuse                    | Pos                 |
| 132                 | Arantzazu Azpiroz (ESP)     | AB                  |
| 133                 | Mireia Epelde (ESP)         | AB                  |
| 134                 | Catrine Josefsson (SWE)     | AB                  |
| 135                 | Iosune Murillo Elkano (ESP) | 95e                 |
| 136                 | Ana Garcia (ESP)            | AB                  |
| 137                 | Dorleta Zorrilla (ESP)      | AB                  |

| ELK Haus EHN | ELK Haus EHN                      | ELK Haus EHN |
| ------------ | --------------------------------- | ------------ |
| Num          | Coureuse                          | Pos          |
| 138          | Katharina Blum (GER)              | AB           |
| 139          | Martina Růžičková (CZE) (route)   | 103e         |
| 140          | Mette Fischer Andreasen           | AB           |
| 141          | Manuela Grunzweil (AUT)           | AB           |
| 142          | Katarína Uhlariková (SVK) (route) | AB           |
| 143          | Stefanie Degle (GER)              | AB           |

| Uniqa UNG | Uniqa UNG                        | Uniqa UNG |
| --------- | -------------------------------- | --------- |
| Num       | Coureuse                         | Pos       |
| 144       | Karin Aune (SWE)                 | AB        |
| 145       | Daniela Fialová (CZE)            | AB        |
| 146       | Nathalie Lamborelle (LUX)        | 64e       |
| 147       | Daniela Pintarelli (AUT) (route) | 83e       |
| 148       | Monika Schachl (AUT)             | 40e       |
| 149       | Bernadette Schober (AUT)         | AB        |

| Topsport Vlaanderen Thompson Ladies VLL | Topsport Vlaanderen Thompson Ladies VLL | Topsport Vlaanderen Thompson Ladies VLL |
| --------------------------------------- | --------------------------------------- | --------------------------------------- |
| Num                                     | Coureuse                                | Pos                                     |
| 150                                     | Sofie De Vuyst (BEL)                    | AB                                      |
| 151                                     | Kelly Druyts (BEL)                      | 49e                                     |
| 152                                     | Loes Sels (BEL)                         | 36e                                     |
| 153                                     | Karen Steurs (BEL)                      | 75e                                     |
| 154                                     | Katrien Van Looy (BEL)                  | AB                                      |
| 155                                     | Sjoukje Dufoer (BEL)                    | 63e                                     |

| Allemagne GER | Allemagne GER       | Allemagne GER |
| ------------- | ------------------- | ------------- |
| Num           | Coureuse            | Pos           |
| 156           | Hanka Kupfernagel   | AB            |
| 157           | Virginia Hennig     | AB            |
| 158           | Lisa Brennauer      | AB            |
| 159           | Romy Kasper         | 58e           |
| 160           | Denise Zuckermandel | AB            |
| 161           | Lena Köckerling     | AB            |

| Pays-Bas NED | Pays-Bas NED       | Pays-Bas NED |
| ------------ | ------------------ | ------------ |
| Num          | Coureuse           | Pos          |
| 162          | Regina Bruins      | 13e          |
| 163          | Anne Eversdijk     | AB           |
| 164          | Bertine Spijkerman | AB           |
| 165          | Sissy van Alebeek  | AB           |
| 166          | Arenda Grimberg    | 80e          |
| 167          | Sanne van Paassen  | 91e          |

| États-Unis USA | États-Unis USA   | États-Unis USA |
| -------------- | ---------------- | -------------- |
| Num            | Coureuse         | Pos            |
| 168            | Lauren Franges   | 60e            |
| 169            | Alison Powers    | 61e            |
| 170            | Christine Ruiter | AB             |
| 171            | Carmen McNellis  | 66e            |
| 172            | Brooke Miller    | AB             |
| 173            | Katheryn Curi    | AB             |

| Australie AUS | Australie AUS    | Australie AUS |
| ------------- | ---------------- | ------------- |
| Num           | Coureuse         | Pos           |
| 174           | Belinda Goss     | AB            |
| 175           | Jocelyn Loane    | 67e           |
| 176           | Bridie O'Donnell | AB            |
| 177           | Carla Ryan       | AB            |
| 178           | Amanda Spratt    | 97e           |
| 179           | Vicki Whitelaw   | 35e           |

| France FRA | France FRA               | France FRA |
| ---------- | ------------------------ | ---------- |
| Num        | Coureuse                 | Pos        |
| 180        | Magali Mocquery          | AB         |
| 181        | Sophie Creux             | 51e        |
| 182        | Christel Ferrier-Bruneau | 53e        |
| 183        | Magali Le Floc'h         | AB         |
| 184        | Florence Girardet        | AB         |
| 185        | Maryline Salvetat        | 98e        |

| Belgique BEL | Belgique BEL     | Belgique BEL |
| ------------ | ---------------- | ------------ |
| Num          | Coureuse         | Pos          |
| 186          | Anne Arnouts     | AB           |
| 187          | Mieke de Clercq  | AB           |
| 188          | Kathleen Sterckx | 84e          |
| 190          | Sharon Vandromme | AB           |
| 191          | Hannah Verhaeghe | 76e          |

| Team Halfords Bikehut HBH | Team Halfords Bikehut HBH       | Team Halfords Bikehut HBH |
| ------------------------- | ------------------------------- | ------------------------- |
| Num                       | Coureuse                        | Pos                       |
| 1                         | Nicole Cooke (GBR) (route)      | 16e                       |
| 2                         | Emma Trott (GBR)                | AB                        |
| 3                         | Catherine Hare Willianson (GBR) | 52e                       |
| 4                         | Jessica Allen (GBR)             | 62e                       |
| 5                         | Tanja Slater (GBR)              | AB                        |
| 6                         | Lizzie Armitstead (GBR)         | AB                        |

| High Road Women TMP | High Road Women TMP        | High Road Women TMP |
| ------------------- | -------------------------- | ------------------- |
| Num                 | Coureuse                   | Pos                 |
| 7                   | Judith Arndt (GER)         | 1re                 |
| 8                   | Chantal Beltman (NED)      | 15e                 |
| 9                   | Luise Keller (GER) (route) | 47e                 |
| 10                  | Madeleine Sandig (GER)     | AB                  |
| 11                  | Linda Villumsen (DEN)      | 77e                 |
| 12                  | Oenone Wood (AUS) (route)  | 4e                  |

| DSB Bank DSB | DSB Bank DSB           | DSB Bank DSB |
| ------------ | ---------------------- | ------------ |
| Num          | Coureuse               | Pos          |
| 13           | Adrie Visser (NED)     | 65e          |
| 14           | Andrea Bosman (NED)    | 69e          |
| 15           | Sharon van Essen (NED) | 94e          |
| 16           | Tina Liebig (GER)      | 86e          |
| 17           | Angela Hennig (GER)    | 18e          |
| 18           | Marianne Vos (NED)     | 5e           |

| Equipe Nürnberger Versicherung NUR | Equipe Nürnberger Versicherung NUR | Equipe Nürnberger Versicherung NUR |
| ---------------------------------- | ---------------------------------- | ---------------------------------- |
| Num                                | Coureuse                           | Pos                                |
| 19                                 | Charlotte Becker (GER)             | AB                                 |
| 20                                 | Suzanne de Goede (NED)             | 6e                                 |
| 21                                 | Eva Lutz (GER)                     | AB                                 |
| 22                                 | Edita Pučinskaitė (LTU)            | 57e                                |
| 23                                 | Regina Schleicher (GER)            | AB                                 |
| 24                                 | Trixi Worrack (GER)                | AB                                 |

| Menikini-Selle Italia-Masters Color MSI | Menikini-Selle Italia-Masters Color MSI | Menikini-Selle Italia-Masters Color MSI |
| --------------------------------------- | --------------------------------------- | --------------------------------------- |
| Num                                     | Coureuse                                | Pos                                     |
| 25                                      | Susanne Ljungskog (SWE)                 | 38e                                     |
| 26                                      | Fabiana Luperini (ITA)                  | 44e                                     |
| 27                                      | Natalie Bates (AUS)                     | AB                                      |
| 28                                      | Oxana Kozonchuk (RUS)                   | 74e                                     |
| 29                                      | Kori Seehafer (USA)                     | 41e                                     |
| 30                                      | Rochelle Gilmore (AUS)                  | 104e                                    |

| Bigla BCT | Bigla BCT                      | Bigla BCT |
| --------- | ------------------------------ | --------- |
| Num       | Coureuse                       | Pos       |
| 31        | Nicole Brändli (SUI)           | 12e       |
| 32        | Noemi Cantele (ITA)            | 11e       |
| 33        | Andrea Graus (AUT)             | 43e       |
| 34        | Monica Holler (SWE)            | 17e       |
| 35        | Jennifer Hohl (SUI)            | 29e       |
| 36        | Zulfiya Zabirova (KAZ) (route) | 45e       |

| Cervélo Lifeforce RLT | Cervélo Lifeforce RLT   | Cervélo Lifeforce RLT |
| --------------------- | ----------------------- | --------------------- |
| Num                   | Coureuse                | Pos                   |
| 37                    | Kristin Armstrong (USA) | 2e                    |
| 38                    | Priska Doppmann (SUI)   | 32e                   |
| 39                    | Christiane Soeder (AUT) | 10e                   |
| 40                    | Karin Thürig (SUI)      | 92e                   |
| 41                    | Sarah Düster (GER)      | 14e                   |
| 42                    | Emma Rickards (AUS)     | 31e                   |

| Flexpoint FLX | Flexpoint FLX              | Flexpoint FLX |
| ------------- | -------------------------- | ------------- |
| Num           | Coureuse                   | Pos           |
| 43            | Loes Gunnewijk (NED)       | 81e           |
| 44            | Saskia Elemans (NED)       | 59e           |
| 45            | Amber Neben (USA)          | 46e           |
| 46            | Mirjam Melchers (NED)      | 70e           |
| 47            | Anita Valen de Vries (NOR) | 21e           |

| Safi-Pasta Zara Manhattan SAF | Safi-Pasta Zara Manhattan SAF   | Safi-Pasta Zara Manhattan SAF |
| ----------------------------- | ------------------------------- | ----------------------------- |
| Num                           | Coureuse                        | Pos                           |
| 48                            | Marta Bastianelli (ITA) (route) | 8e                            |
| 49                            | Elena Berlato (ITA)             | AB                            |
| 50                            | Francesca Faustini (ITA)        | AB                            |
| 51                            | Eneritz Iturriaga (ESP)         | AB                            |
| 52                            | Luisa Tamanini (ITA)            | AB                            |
| 53                            | Diana Žiliūtė (LTU)             | 25e                           |

| Titanedi-Frezza-Acca Due O TFA | Titanedi-Frezza-Acca Due O TFA | Titanedi-Frezza-Acca Due O TFA |
| ------------------------------ | ------------------------------ | ------------------------------ |
| Num                            | Coureuse                       | Pos                            |
| 54                             | Alessandra Borchi (ITA)        | AB                             |
| 55                             | Giorgia Bronzini (ITA)         | 78e                            |
| 56                             | Simona Frapporti (ITA)         | AB                             |
| 57                             | Gintarė Gaivenytė (LTU)        | AB                             |
| 58                             | Alessandra D'Ettorre (ITA)     | 96e                            |
| 59                             | Francesca Tognali (ITA)        | 79e                            |

| AA Drink-Cycling Team AAD | AA Drink-Cycling Team AAD      | AA Drink-Cycling Team AAD |
| ------------------------- | ------------------------------ | ------------------------- |
| Num                       | Coureuse                       | Pos                       |
| 60                        | Emma Johansson (SWE)           | 9e                        |
| 61                        | Theresa Senff (GER)            | AB                        |
| 62                        | Ludivine Henrion (BEL) (route) | 89e                       |
| 63                        | Laure Werner (BEL)             | 72e                       |
| 64                        | Irene van den Broek (NED)      | 23e                       |
| 65                        | Kirsten Wild (NED)             | 3e                        |

| Gauss RDZ Ormu GAU | Gauss RDZ Ormu GAU         | Gauss RDZ Ormu GAU |
| ------------------ | -------------------------- | ------------------ |
| Num                | Coureuse                   | Pos                |
| 66                 | Julia Martisova (RUS)      | 7e                 |
| 67                 | Élodie Touffet (FRA)       | 28e                |
| 68                 | Grete Treier (EST) (route) | 19e                |
| 69                 | Silvia Parietti (ITA)      | AB                 |
| 70                 | Martina Corazza (ITA)      | AB                 |
| 71                 | Verónica Leal (MEX)        | 71e                |

| Vrienden van het Platteland VVP | Vrienden van het Platteland VVP | Vrienden van het Platteland VVP |
| ------------------------------- | ------------------------------- | ------------------------------- |
| Num                             | Coureuse                        | Pos                             |
| 72                              | Martine Bras (NED)              | 20e                             |
| 73                              | Liesbet De Vocht (BEL)          | 26e                             |
| 74                              | An Van Rie (BEL)                | 82e                             |
| 75                              | Tina Pic (USA)                  | AB                              |
| 76                              | Annemiek van Vleuten (NED)      | 89e                             |
| 77                              | Lorian Graham (AUS)             | 22e                             |

| Vienne Futuroscope FUT | Vienne Futuroscope FUT   | Vienne Futuroscope FUT |
| ---------------------- | ------------------------ | ---------------------- |
| Num                    | Coureuse                 | Pos                    |
| 78                     | Marina Jaunâtre (FRA)    | AB                     |
| 79                     | Émilie Blanquefort (FRA) | AB                     |
| 80                     | Julie Dhéruelle (FRA)    | AB                     |
| 81                     | Nathalie Jeuland (FRA)   | AB                     |
| 82                     | Corine Hierckens (BEL)   | 85e                    |
| 83                     | Emmanuelle Merlot (FRA)  | 101e                   |

| USC Chirio Forno d'Asolo USC | USC Chirio Forno d'Asolo USC | USC Chirio Forno d'Asolo USC |
| ---------------------------- | ---------------------------- | ---------------------------- |
| Num                          | Coureuse                     | Pos                          |
| 84                           | Tatiana Stiajkina (UKR)      | AB                           |
| 85                           | Rasa Polikevičiūtė (LTU)     | 68e                          |
| 86                           | Jolanta Polikevičiūtė (LTU)  | 56e                          |
| 87                           | Clemilda Fernandes (BRA)     | AB                           |
| 88                           | Alona Andruk (UKR)           | 27e                          |
| 89                           | Janildes Fernandes (BRA)     | AB                           |

| Team Specialized Designs for Women TSW | Team Specialized Designs for Women TSW | Team Specialized Designs for Women TSW |
| -------------------------------------- | -------------------------------------- | -------------------------------------- |
| Num                                    | Coureuse                               | Pos                                    |
| 90                                     | Emma Pooley (GBR)                      | 42e                                    |
| 91                                     | Tanja Schmidt-Hennes (GER)             | 105e                                   |
| 92                                     | Monika Furrer (SUI)                    | AB                                     |
| 93                                     | Sarah Grab (SUI)                       | AB                                     |
| 94                                     | Mirjam Hauser-Senn (SUI)               | AB                                     |
| 95                                     | Min Hye Lee (KOR)                      | AB                                     |

| Fenixs FEN | Fenixs FEN                       | Fenixs FEN |
| ---------- | -------------------------------- | ---------- |
| Num        | Coureuse                         | Pos        |
| 96         | Tatiana Antoshina (RUS)          | AB         |
| 97         | Monia Baccaille (ITA)            | 24e        |
| 98         | Natalja Bojarskaja (RUS) (route) | AB         |
| 99         | Samantha Galassi (ITA)           | AB         |
| 100        | Alice Marmorini (ITA)            | AB         |
| 101        | Nadejda Vlasova (RUS)            | 100e       |

| Lotto-Belisol Ladiesteam LBL | Lotto-Belisol Ladiesteam LBL | Lotto-Belisol Ladiesteam LBL |
| ---------------------------- | ---------------------------- | ---------------------------- |
| Num                          | Coureuse                     | Pos                          |
| 102                          | Sara Carrigan (AUS)          | 54e                          |
| 103                          | Lieselot Decroix (BEL)       | 33e                          |
| 104                          | Catherine Delfosse (BEL)     | 55e                          |
| 105                          | Sofie Goor (BEL)             | 39e                          |
| 106                          | Vera Koedooder (NED)         | 90e                          |
| 107                          | Grace Verbeke (BEL)          | 30e                          |

| Team Pro féminin Les Carroz TPF | Team Pro féminin Les Carroz TPF | Team Pro féminin Les Carroz TPF |
| ------------------------------- | ------------------------------- | ------------------------------- |
| Num                             | Coureuse                        | Pos                             |
| 108                             | Edwige Pitel (FRA) (route)      | AB                              |
| 109                             | Brei Gudsell (NZL)              | AB                              |
| 110                             | Carissa Wilkes (NZL)            | 37e                             |
| 111                             | Isabelle Hoffmann (LUX)         | AB                              |
| 112                             | Anne-Marie Schmitt (LUX)        | AB                              |
| 113                             | Fanny Riberot (FRA)             | AB                              |

| SC Michela Fanini Record Rox MIC | SC Michela Fanini Record Rox MIC | SC Michela Fanini Record Rox MIC |
| -------------------------------- | -------------------------------- | -------------------------------- |
| Num                              | Coureuse                         | Pos                              |
| 114                              | Yulia Blindyuk (RUS)             | AB                               |
| 115                              | Rasa Leleivytė (LTU) (route)     | 48e                              |
| 116                              | Daiva Tušlaitė (LTU)             | 34e                              |
| 117                              | Lina Skujaite (LTU)              | AB                               |
| 118                              | Rosane Kirch (BRA)               | 88e                              |
| 119                              | Veronica Alessio (ITA)           | AB                               |

| Team CMAX Dila DGC | Team CMAX Dila DGC          | Team CMAX Dila DGC |
| ------------------ | --------------------------- | ------------------ |
| Num                | Coureuse                    | Pos                |
| 120                | Maja Adamsen (DEN)          | AB                 |
| 121                | Alice Donadoni (ITA)        | AB                 |
| 122                | Marina Khodchenkova (RUS)   | AB                 |
| 123                | Sara Mustonen (SWE)         | 50e                |
| 124                | Dorte Lohse Rasmussen (DEN) | 73e                |
| 125                | Marta Vilajosana (ESP)      | 93e                |

| Swift Racing GRT | Swift Racing GRT         | Swift Racing GRT |
| ---------------- | ------------------------ | ---------------- |
| Num              | Coureuse                 | Pos              |
| 126              | Emma Davies (GBR)        | AB               |
| 127              | Toni Bradshaw (NZL)      | 102e             |
| 128              | Helen Wyman (GBR)        | 87e              |
| 129              | Debby van den Berg (NED) | AB               |
| 130              | Lien Beyen (BEL)         | AB               |
| 131              | Louise Kerr (AUS)        | AB               |

| Bizkaia-Durango BPD | Bizkaia-Durango BPD         | Bizkaia-Durango BPD |
| ------------------- | --------------------------- | ------------------- |
| Num                 | Coureuse                    | Pos                 |
| 132                 | Arantzazu Azpiroz (ESP)     | AB                  |
| 133                 | Mireia Epelde (ESP)         | AB                  |
| 134                 | Catrine Josefsson (SWE)     | AB                  |
| 135                 | Iosune Murillo Elkano (ESP) | 95e                 |
| 136                 | Ana Garcia (ESP)            | AB                  |
| 137                 | Dorleta Zorrilla (ESP)      | AB                  |

| ELK Haus EHN | ELK Haus EHN                      | ELK Haus EHN |
| ------------ | --------------------------------- | ------------ |
| Num          | Coureuse                          | Pos          |
| 138          | Katharina Blum (GER)              | AB           |
| 139          | Martina Růžičková (CZE) (route)   | 103e         |
| 140          | Mette Fischer Andreasen           | AB           |
| 141          | Manuela Grunzweil (AUT)           | AB           |
| 142          | Katarína Uhlariková (SVK) (route) | AB           |
| 143          | Stefanie Degle (GER)              | AB           |

| Uniqa UNG | Uniqa UNG                        | Uniqa UNG |
| --------- | -------------------------------- | --------- |
| Num       | Coureuse                         | Pos       |
| 144       | Karin Aune (SWE)                 | AB        |
| 145       | Daniela Fialová (CZE)            | AB        |
| 146       | Nathalie Lamborelle (LUX)        | 64e       |
| 147       | Daniela Pintarelli (AUT) (route) | 83e       |
| 148       | Monika Schachl (AUT)             | 40e       |
| 149       | Bernadette Schober (AUT)         | AB        |

| Topsport Vlaanderen Thompson Ladies VLL | Topsport Vlaanderen Thompson Ladies VLL | Topsport Vlaanderen Thompson Ladies VLL |
| --------------------------------------- | --------------------------------------- | --------------------------------------- |
| Num                                     | Coureuse                                | Pos                                     |
| 150                                     | Sofie De Vuyst (BEL)                    | AB                                      |
| 151                                     | Kelly Druyts (BEL)                      | 49e                                     |
| 152                                     | Loes Sels (BEL)                         | 36e                                     |
| 153                                     | Karen Steurs (BEL)                      | 75e                                     |
| 154                                     | Katrien Van Looy (BEL)                  | AB                                      |
| 155                                     | Sjoukje Dufoer (BEL)                    | 63e                                     |

| Allemagne GER | Allemagne GER       | Allemagne GER |
| ------------- | ------------------- | ------------- |
| Num           | Coureuse            | Pos           |
| 156           | Hanka Kupfernagel   | AB            |
| 157           | Virginia Hennig     | AB            |
| 158           | Lisa Brennauer      | AB            |
| 159           | Romy Kasper         | 58e           |
| 160           | Denise Zuckermandel | AB            |
| 161           | Lena Köckerling     | AB            |

| Pays-Bas NED | Pays-Bas NED       | Pays-Bas NED |
| ------------ | ------------------ | ------------ |
| Num          | Coureuse           | Pos          |
| 162          | Regina Bruins      | 13e          |
| 163          | Anne Eversdijk     | AB           |
| 164          | Bertine Spijkerman | AB           |
| 165          | Sissy van Alebeek  | AB           |
| 166          | Arenda Grimberg    | 80e          |
| 167          | Sanne van Paassen  | 91e          |

| États-Unis USA | États-Unis USA   | États-Unis USA |
| -------------- | ---------------- | -------------- |
| Num            | Coureuse         | Pos            |
| 168            | Lauren Franges   | 60e            |
| 169            | Alison Powers    | 61e            |
| 170            | Christine Ruiter | AB             |
| 171            | Carmen McNellis  | 66e            |
| 172            | Brooke Miller    | AB             |
| 173            | Katheryn Curi    | AB             |

| Australie AUS | Australie AUS    | Australie AUS |
| ------------- | ---------------- | ------------- |
| Num           | Coureuse         | Pos           |
| 174           | Belinda Goss     | AB            |
| 175           | Jocelyn Loane    | 67e           |
| 176           | Bridie O'Donnell | AB            |
| 177           | Carla Ryan       | AB            |
| 178           | Amanda Spratt    | 97e           |
| 179           | Vicki Whitelaw   | 35e           |

| France FRA | France FRA               | France FRA |
| ---------- | ------------------------ | ---------- |
| Num        | Coureuse                 | Pos        |
| 180        | Magali Mocquery          | AB         |
| 181        | Sophie Creux             | 51e        |
| 182        | Christel Ferrier-Bruneau | 53e        |
| 183        | Magali Le Floc'h         | AB         |
| 184        | Florence Girardet        | AB         |
| 185        | Maryline Salvetat        | 98e        |

| Belgique BEL | Belgique BEL     | Belgique BEL |
| ------------ | ---------------- | ------------ |
| Num          | Coureuse         | Pos          |
| 186          | Anne Arnouts     | AB           |
| 187          | Mieke de Clercq  | AB           |
| 188          | Kathleen Sterckx | 84e          |
| 190          | Sharon Vandromme | AB           |
| 191          | Hannah Verhaeghe | 76e          |

Source. Il n'y a pas de garantie que les coureuses notées comme ayant abandonné, aient réellement pris le départ.